# 蕭山縣
蕭山县，中国旧县名，始建制于唐朝，为今天浙江省杭州市蕭山区、滨江区、钱塘区的主体。

## 历史沿革
公元2年建县，称余暨，属会稽郡。三国吴黄武年间（222至229年），改名永兴。唐朝仪凤二年（677年）再置永兴县，天宝元年（742年）改名萧山，属越州。五代十国时，仍属越州，为吴越国所辖。南宋时，属绍兴府。元朝时，属绍兴路。明清属绍兴府。
1949年成为省直属县。1949年6月底，划归绍兴专区。1952年起，复为省直属县。1957年划归宁波专区。1959年改属杭州市。1988年撤县设市，1996年12月12日由原萧山市西兴镇、长河镇、浦沿镇三镇成立滨江区，2001年3月撤市设杭州市萧山区。